# Kaiserbrunnen (Herne)

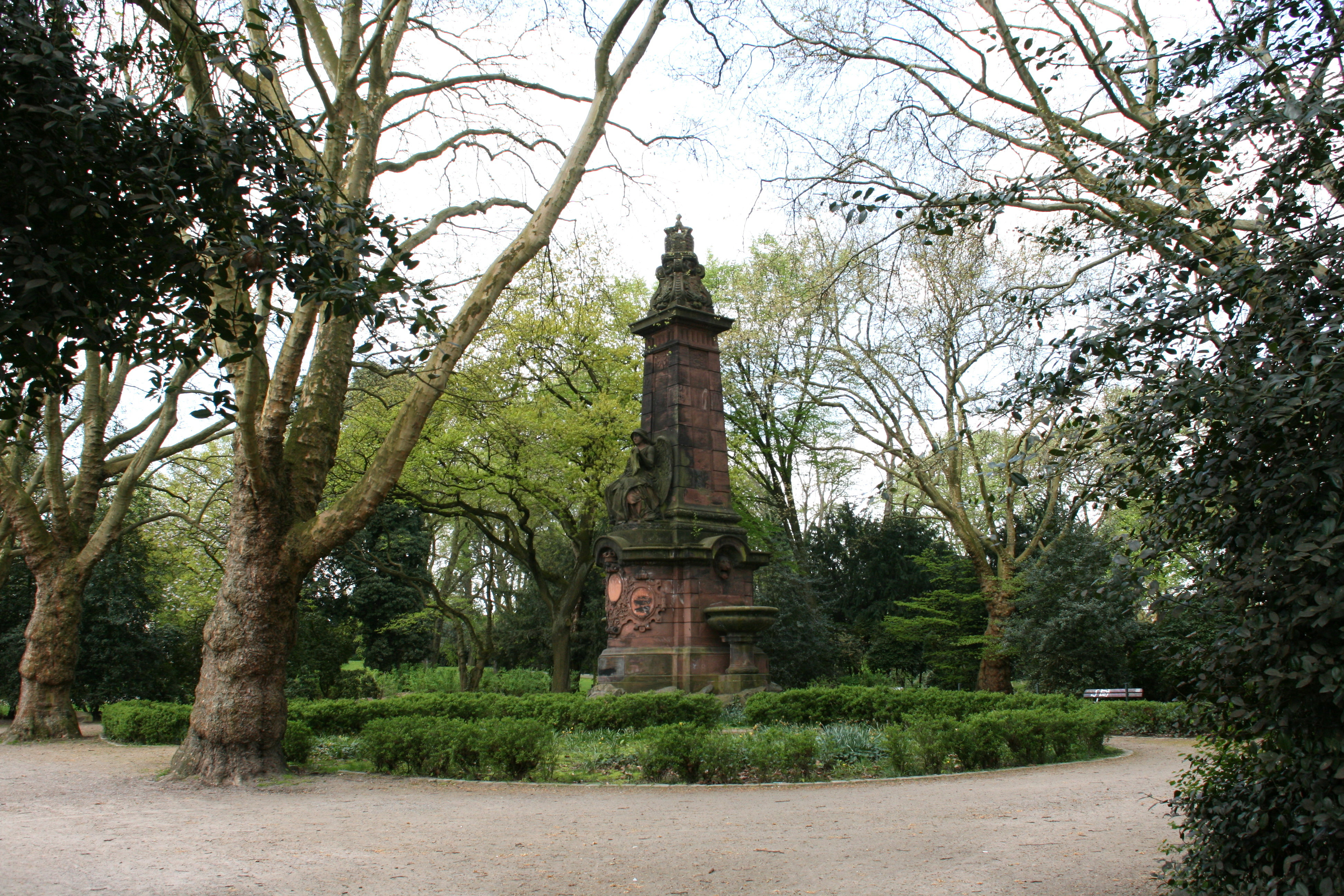
Der Kaiserbrunnen (2011)

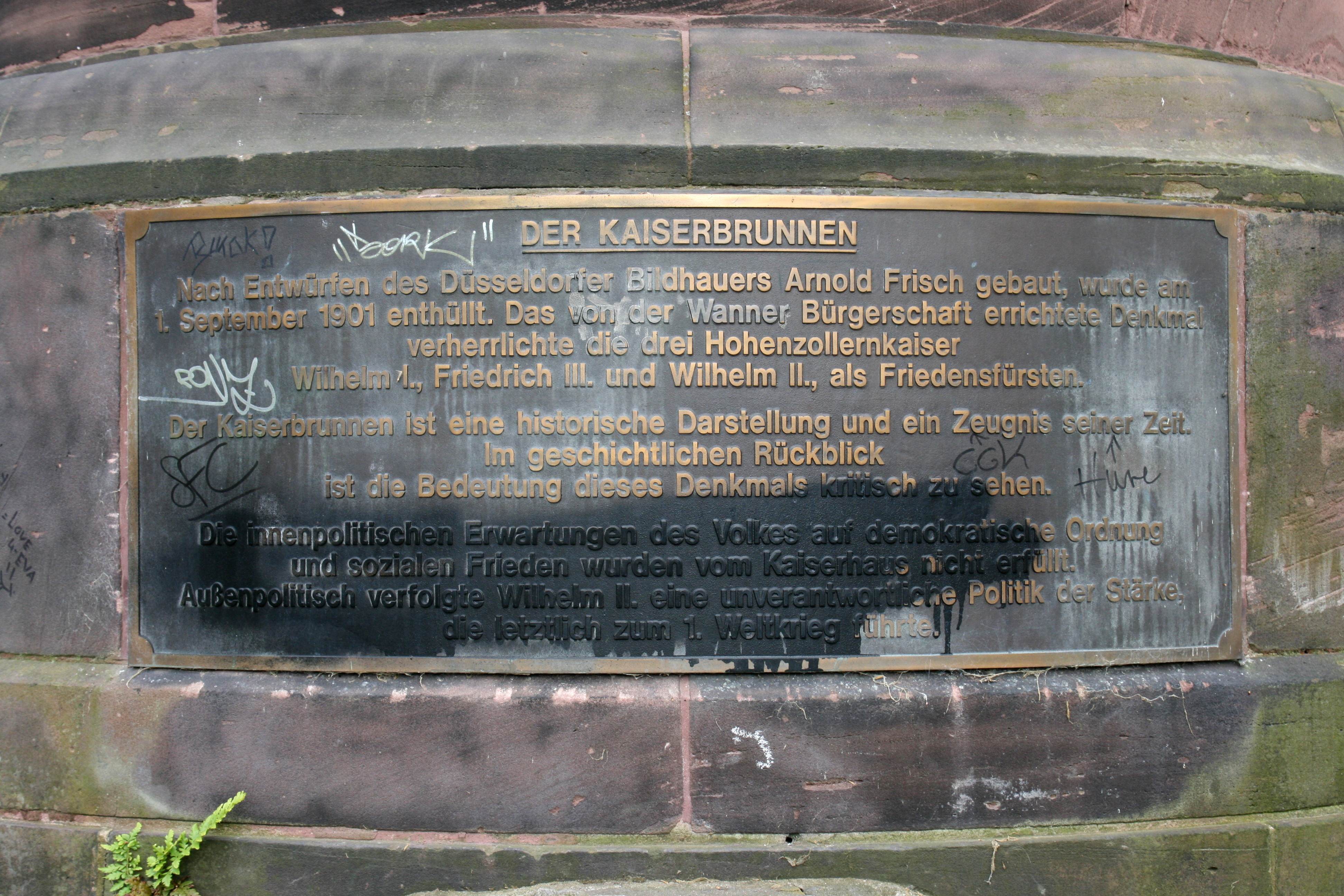
Detail (2011)

Der Kaiserbrunnen ist eine von 1898 bis 1901 nach Entwurf des Düsseldorfer Bildhauers Arnold Frische entstandene Anlage – auch Dreikaiserdenkmal genannt – im ehemaligen Kaisergarten, dem heutigen Stadtgarten in Herne-Wanne. Sie steht seit dem 31. März 1988 unter Denkmalschutz (Denkmal Nr. 43).

## Geschichte
Das Dreikaiserdenkmal ging auf eine Anregung des Wanner Amtmannes Friedrich Winter aus dem Jahr 1896 zurück. Ursprünglich sollte die Grundsteinlegung am 6. August 1898 erfolgen. Weil Fürst Bismarck aber kurz zuvor verstorben war, wurde der Termin dann auf den 20. August 1898 verschoben, Es war zugleich das 25-jährige Jubiläum des Krieger- und Landwehrvereins Bickern-Crange. Nach dreijähriger Bauzeit konnte am 1. September 1901 das 15 Meter hohe Denkmal enthüllt werden.
Die in seiner Gesamtheit der Verherrlichung der Hohenzollern-Dynastie. gedachte Anlage, stellte ursprünglich mit dem vorgelagerten Teich eine Einheit dar. Von den seitlichen Löwenköpfen sprudelten die Wasserstrahlen in die Brunnenschale und von dort über ein Bassin in den Teich. Auf der Vorderseite waren bei seiner Enthüllung drei Bronzereliefs angebracht, die Kaiser Wilhelm I., Kaiser Friedrich III. und Kaiser Wilhelm II. darstellen. Sie wurden 1923 entwendet, ihre Stellen blieben leer. Nach der umfassenden Renovierung der Anlage in den Jahren 1988 und 1989 erfolgte 1990 die Anbringung einer Mahntafel, wie dies die Bezirksvertretung Wanne zuvor gefordert hatte.